# Dharma
 For alternative betydninger, se Dharma (flertydig). (Se også artikler, som begynder med Dharma)
Dharma (sanskrit: dharma (धर्म); pali: dhamma (धम्म)) er et begreb, der optræder i hinduismen og buddhismen. 
I hinduismen dækker begrebet over pligter, rettigheder, love, adfærd, dyder og "den rigtige måde at leve på". Dharma er det, som alle eksisterende væsener skal acceptere og respektere for at opretholde harmoni og orden i verden. Det enkelte menneske skal opføre sig i overensstemmelse med sin specielle dharma - sin specielle livsopgave i verden. Dharma er at udfolde sin sande natur, således at man spiller sin særlige rolle i den kosmiske harmoni.
I buddhismen betegner dhamma (dharma) den kosmiske lov og orden, således som den kommer til udtryk i Buddhas lære. Grundlæggende i Buddhas lære er de fire ædle sandheder, der handler om lidelsen og vejen ud af lidelsen: at følge den ædle ottefoldige vej, som fører til fuldkommen erkendelse og nirvana. 